# Tosh Van der Sande
Tosh Van der Sande (født 28. november 1990 i Wijnegem) er en cykelrytter fra Belgien, der er på kontrakt hos Team Visma | Lease a Bike.